# 1845
1845 (MDCCCXLV) a fost un an obișnuit al calendarului gregorian, care a început într-o zi de miercuri.

## Evenimente

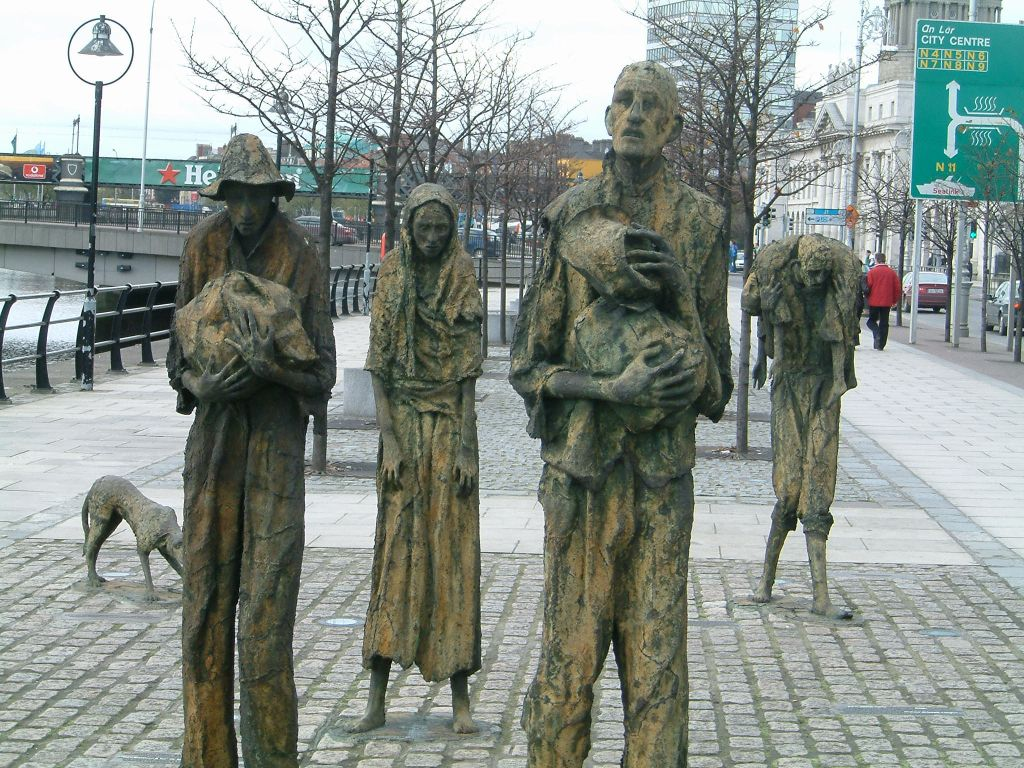
Declanșată de apariția manei de cartof, în Irlanda începe Marea Foamete.

### Februarie
- 3 februarie: Karl Marx este somat să părăsească Parisul din cauza activităților sale revoluționare. Se refugiază la Bruxelles unde organizează și dirijează o rețea de grupuri revoluționare împrăștiate în toată Europa și cunoscute sub numele de Comitete de comuniști de corespondență.
- 28 februarie: Congresul Statelor Unite aprobă anexarea Texasului.

### Martie
- 3 martie: Florida este admis ca cel de-al 27-lea stat al SUA.
- 4 martie: James Knox Polk îi succede lui John Tyler ca al XI-lea președinte al Statelor Unite.

### Mai
- 18 mai: Infantele Carlos, Conte de Molina renunță la drepturile sale asupra tronului Spaniei în favoarea fiului său cel mare, Carlos.

### Octombrie
- 10 octombrie: Se fondează Academia Navală a SUA.

### Noiembrie
- 10 noiembrie: Sora mai mare a Contelui de Chambord, pretendentului legitimist la tronul Franței, Luisa Maria Tereza de Bourbon-Artois, se căsătorește cu Ferdinando de Bourbon-Parma, viitorul Duce de Parma.

### Decembrie
- 10 decembrie: A fost patentată prima anvelopă pneumatică, creată de inginerul britanic Robert Thompson.

### Nedatate
- Declanșată de apariția manei de cartof, în Irlanda începe Marea Foamete. Populația Irlandei a culminat cu 8,3 milioane de locuitori. Ca urmare a foametei și a emigrării, scade la 6,9 milioane în 1850 și 6 milioane în 1855.
- Dimitrie Bolintineanu pleacă la studii la Paris, având o bursă oferită de "Societatea literară".
- Eftimie Murgu este arestat pentru a doua oară, în urma denunțului preotului Ioan Blidariu din Gavojdia că ar agita spiritele românești împotriva ungurilor și integrității statului. Este trimis sub escortă la închisoarea ”Neugebaude” din Buda. Va fi condamnat la 4 ani de închisoare însă va fi eliberat în aprilie 1848.

## Arte, științe, literatură și filozofie

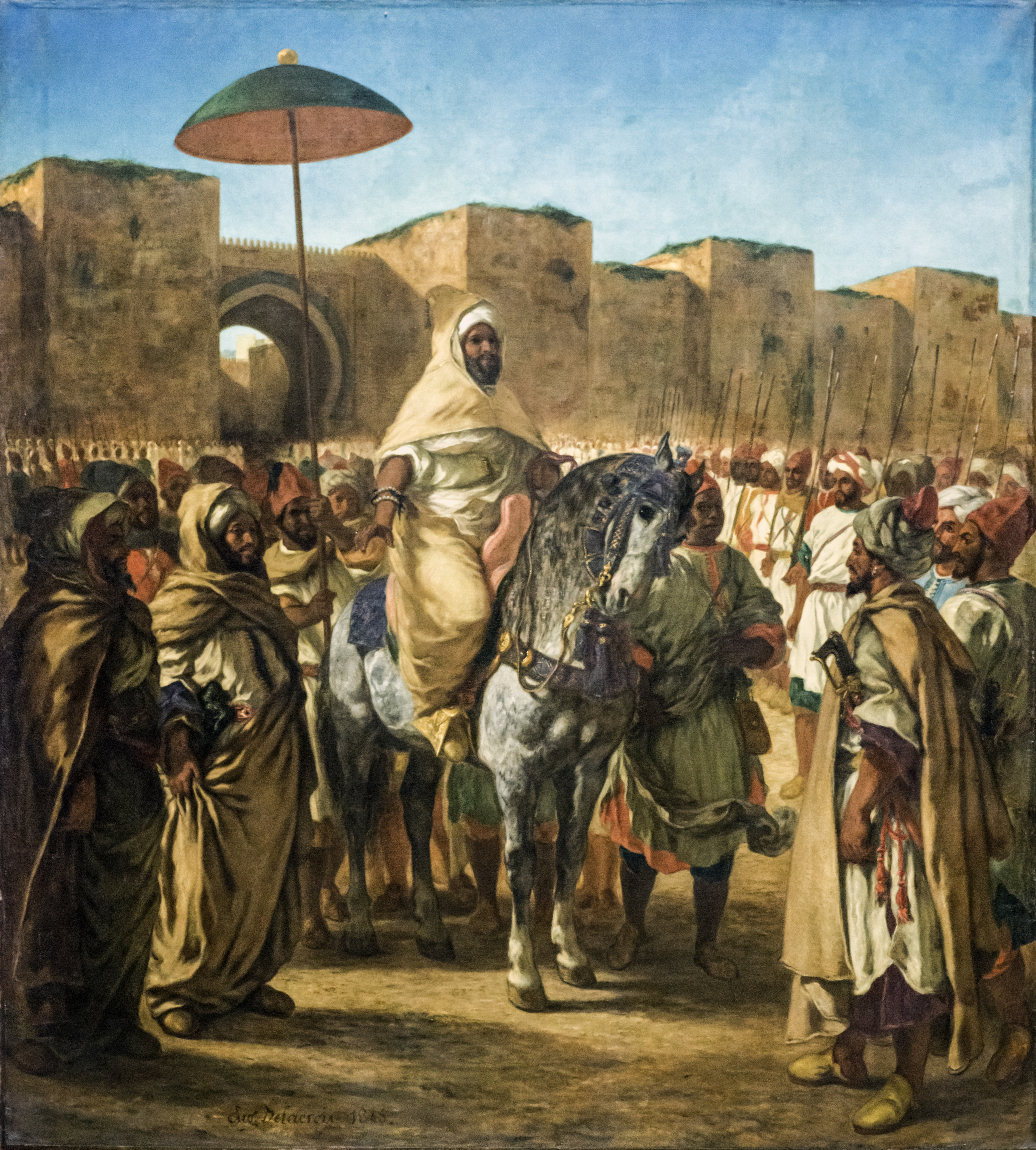
Eugène Delacroix pictează Sultanul Marocului

- Alexandre Dumas (tatăl) publică "După douăzeci de ani", "Regina Margot" și "Contele de Monte-Cristo"
- Apare nuvela Carmen de Prosper Mérimée, care va deveni foarte populară după ce va fi adaptată sub formă de libret în 1875 pentru opera Carmen de Georges Bizet.
- Are loc premiera Concertului pentru vioară a lui Felix Mendelssohn Bartholdy. Concertul a fost foarte bine primit încă de la început și a devenit unul dintre cele mai bune concerte pentru vioară din istorie
- "Corbul" (The Raven), de Edgar Allan Poe, este publicat pentru prima dată în "New York Evening Mirror"
- Efectul Doppler a fost testat pentru undele sonore de catre olandezul Buys Ballot.
- Eugène Delacroix pictează Sultanul Marocului
- Friedrich Engels și Karl Marx publică lucrarea Sfânta familie
- Nicolae Bălcescu și August Treboniu Laurian publică prima revistă de istorie românească, numită „Magazin istoric pentru Dacia”.
- Richard Wagner scrie opera sa, Tannhauser
- Robert Schumann scrie Concert pentru pian în la minor
- Soeren Kierkegaard scrie Etape pe drumul vieții

## Nașteri
- 7 ianuarie: Regele Ludwig al III-lea al Bavariei (d. 1921)
- 17 februarie: Infanta Antónia a Portugaliei, fiica reginei Maria a II-a a Portugaliei și mama regelui Ferdinand al României (d. 1913)
- 3 martie: Georg Cantor, matematician german (d. 1918)
- 10 martie: Țarul Alexandru III al Rusiei (d. 1894)
- 15 martie: Prințesa Sofia de Saxonia (d. 1867)
- 16 martie: George C. Cantacuzino-Râfoveanu, ministru de finanțe al României (d. 1898)
- 25 martie: Ettore Ferrari, sculptor italian (d. 1929)
- 27 martie: Wilhelm Röntgen, fizician german, laureat al primului Premiu Nobel (d. 1923)

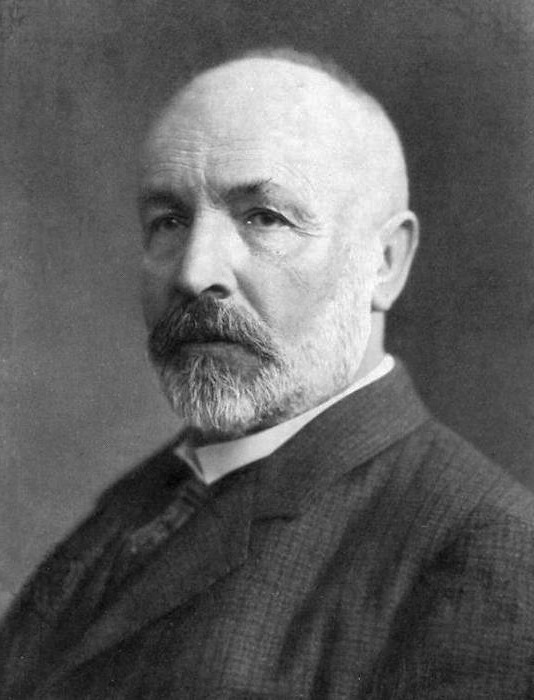
Georg Cantor, matematician german
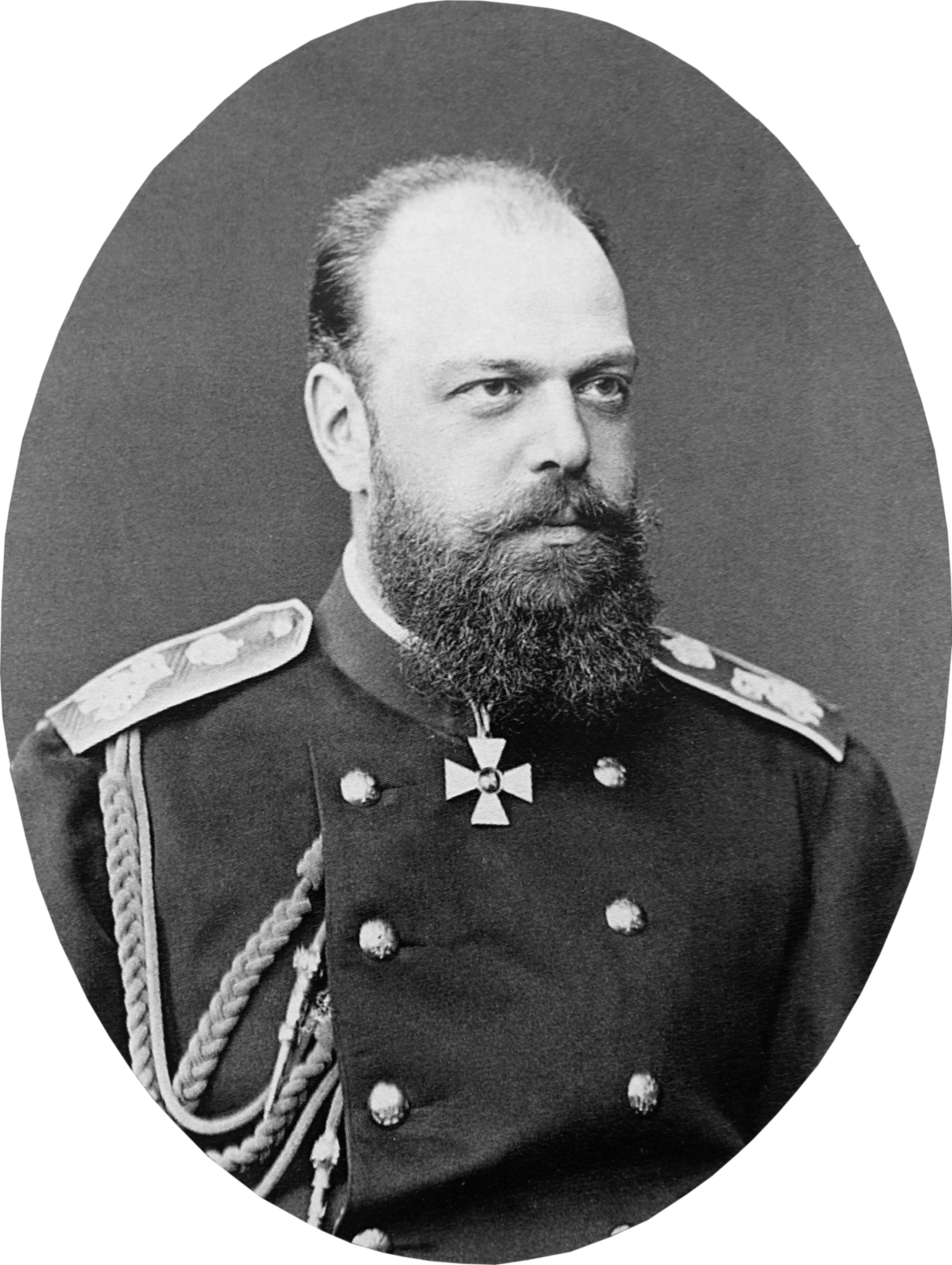
Alexandru III al Rusiei
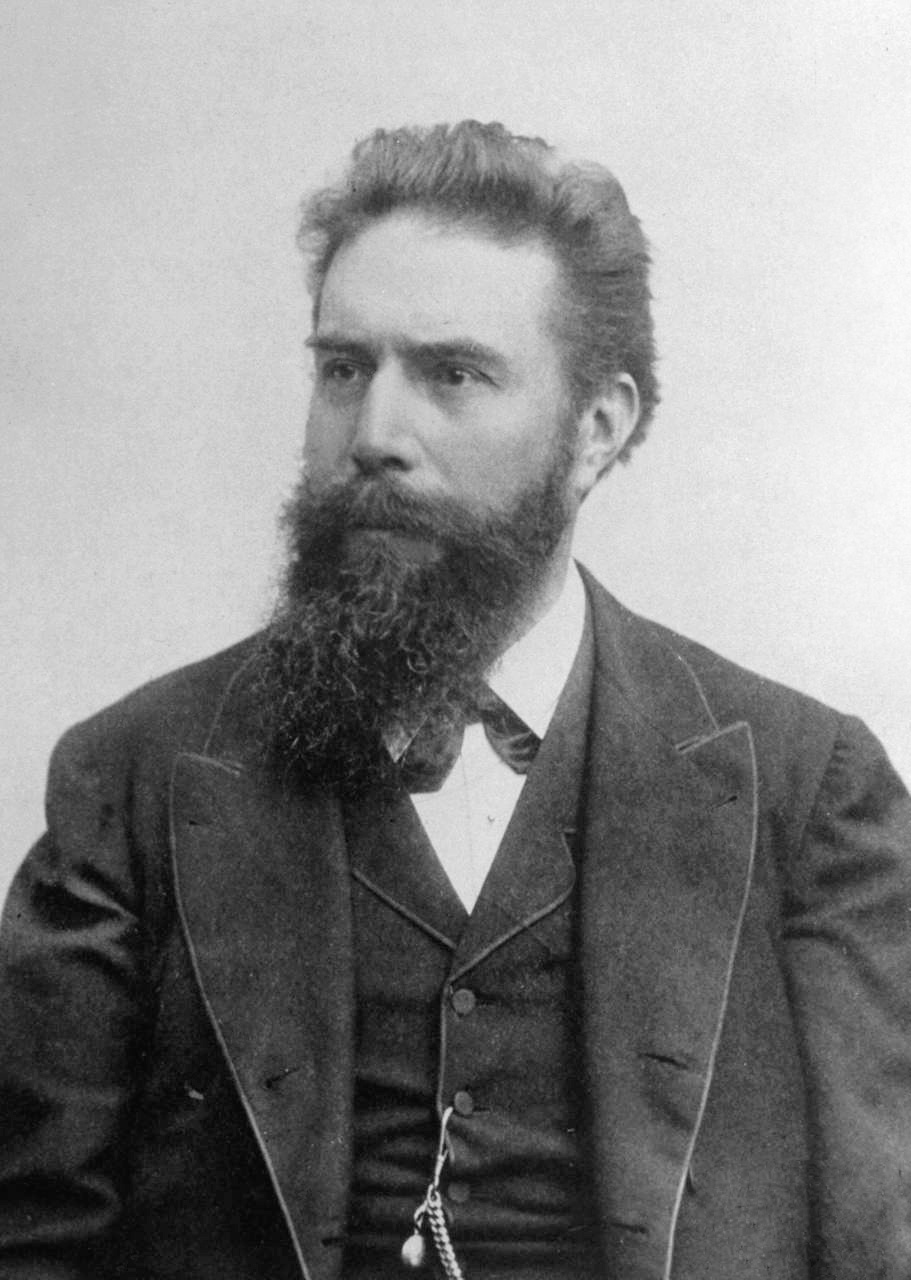
Wilhelm Röntgen, fizician german, laureat Nobel
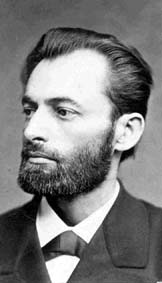
Vasile Conta, filozof, scriitor, ministru român

- 1 aprilie: Prințesa Eugenia Maximilianovna de Leuchtenberg (d. 1925)
- 24 aprilie: Carl Spitteler, poet, nuvelist, romancier, dramaturg, critic și eseist elvețian, laureat al Premiului Nobel (d. 1924)
- 12 mai: Henri Brocard, matematician francez (d. 1922)
- 12 mai: Gabriel Fauré, compozitor francez (d. 1924)
- 30 mai: Amadeo al Spaniei, rege al Spaniei (d. 1890)
- 15 iulie: Arhiducesa Maria Theresa de Austria (d. 1927)
- 18 iulie: Tristan Corbière, poet francez (d. 1875)
- 8 august: Ludwig August de Saxa-Coburg-Kohary (d. 1907)
- 10 august: Abai Kunanbaev, scriitor și poet iluminist kazah (d. 1904)
- 16 august: Gabriel Lippmann, fizician francez, laureat al Premiului Nobel (d. 1921)
- 22 august: Wilhelm, Prinț de Wied (d. 1907)
- 25 august: Ludwig al II-lea al Bavariei (d. 1866)
- 9 septembrie: Ignác Acsády (Ignác Adler), scriitor, publicist și istoric maghiar de origine evreiască (d. 1906)
- 21 septembrie: Ernest Augustus, Prinț de Hanovra, prinț moștenitor de Hanovra (d. 1923)
- 11 noiembrie: Vasile Stroiescu, cărturar de frunte, om politic basarabean, filantrop (d. 1926)
- 15 noiembrie: Vasile Conta, filosof, scriitor, ministru român (d. 1882)
- 17 noiembrie: Prințesa Marie de Hohenzollern-Sigmaringen, sora regelui Carol I al României (d. 1912)
- 24 decembrie: George I al Greciei (d. 1913)

## Decese
- 28 ianuarie: Marea Ducesă Elisabeta Mihailovna a Rusiei, 18 ani (n. 1826)
- 13 martie: John Frederic Daniell, 55 ani, om de știință britanic (n. 1790)
- 17 martie: Pierre François Marie Auguste Dejean, 64 ani, entomolog francez (n. 1780)

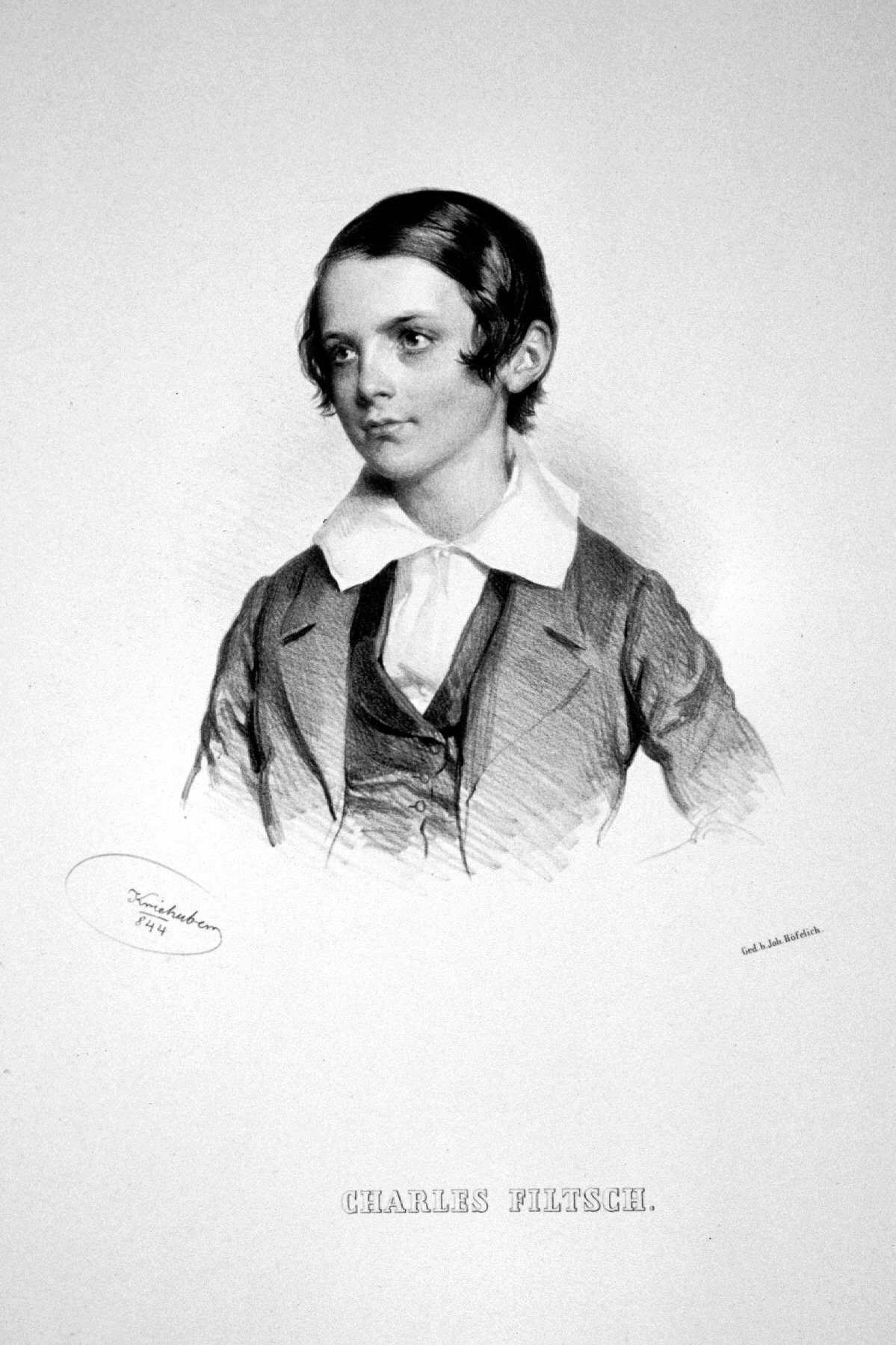
Carl Filtsch, pianist și compozitor sas
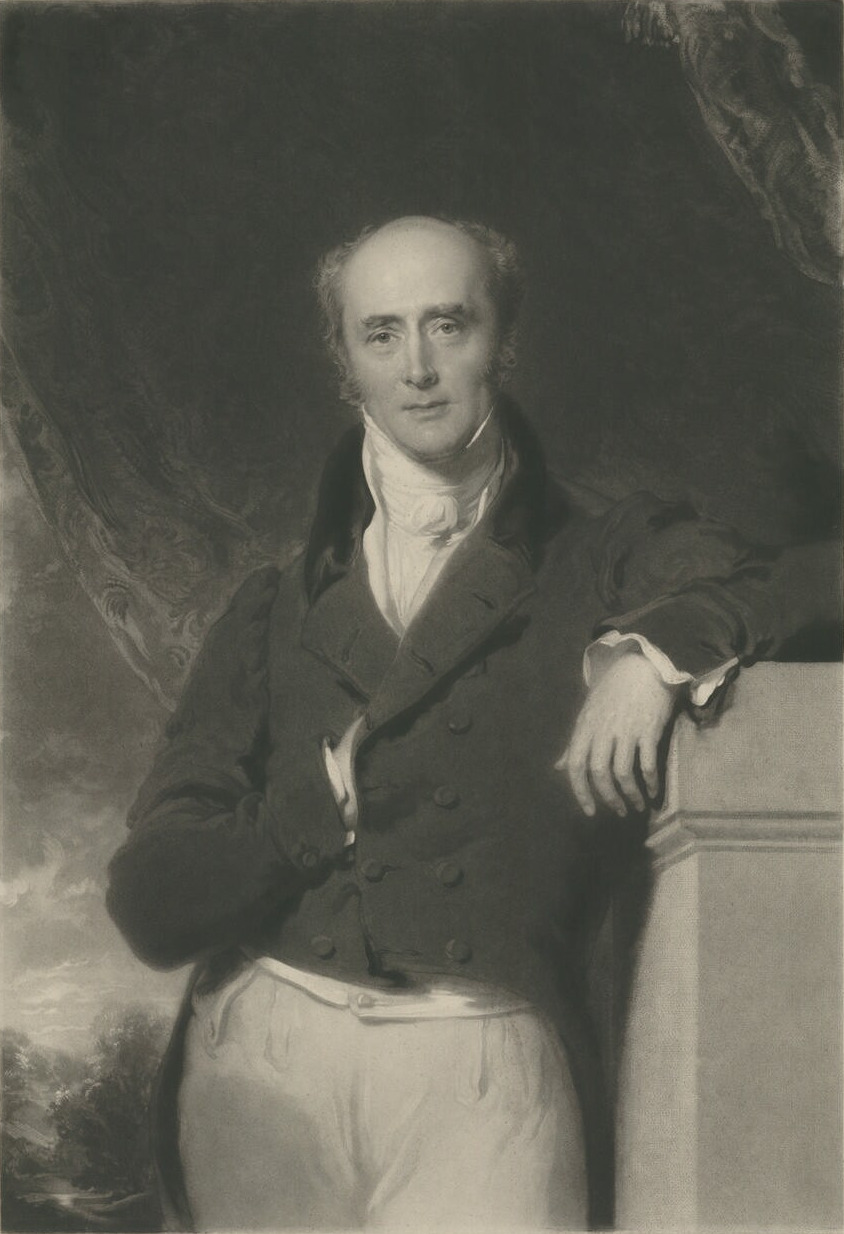
Charles Grey,  politician britanic, prim ministru al Marii Britanii
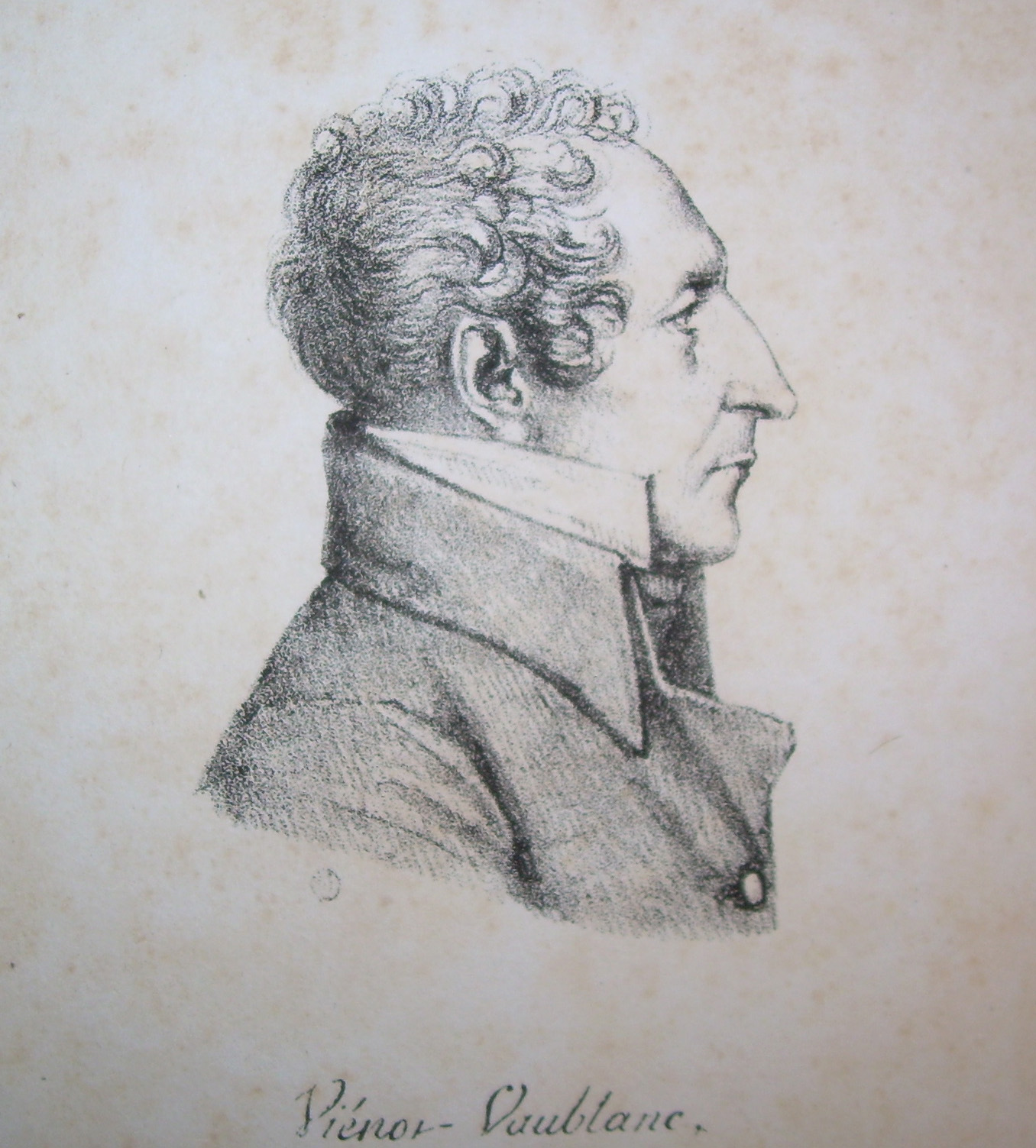
Vincent-Marie Viénot de Vaublanc, om politic, scriitor francez

- 7 aprilie: Marie Julie Bonaparte (n. Julie Clary), 73 ani, regină a Spaniei (n. 1771)
- 3 mai: Thomas Hood, 45 ani, poet și umorist britanic (n. 1799)
- 11 mai: Carl Filtsch, 14 ani, pianist și compozitor român de etnie sas (n. 1830)
- 12 mai: August Wilhelm Schlegel, 77 ani, poet, istoric, critic și teoretician literar german (n. 1767)
- 15 mai: George al II-lea, Prinț de Waldeck și Pyrmont (n. Georg Friedrich Heinrich), 55 ani (n. 1789)
- 26 mai: Jónas Hallgrímsson, 37 ani, scriitor și naturalist islandez (n. 1807)
- 8 iunie: Andrew Jackson, 78 ani, președinte al Statelor Unite (n. 1767)
- 17 iulie: Charles Grey, 81 ani, politician britanic, prim-ministru (1830-1834), (n. 1764)
- 21 august: Vincent-Marie Viénot de Vaublanc, 89 ani, conte de Vaublanc, om politic, scriitor francez (n. 1756)
- 18 octombrie: Dominique, conte de Cassini, 97 ani, astronom francez (n. 1748)